# マルティン・グロピウス
マルティン・グロピウス (Martin Gropius, 1824年8月11日 - 1880年10月13日 はドイツの建築家。バウハウスの初代校長でモダニズムの建築家・ ヴァルター・グロピウスの大伯父にあたる。

## 履歴

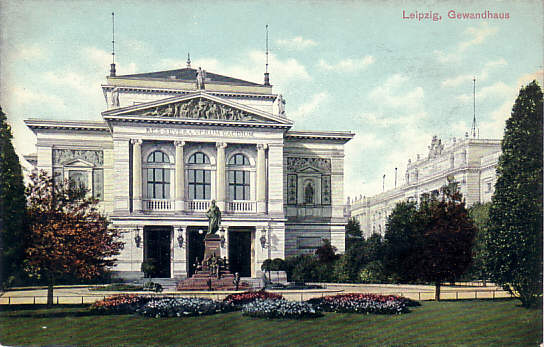
ライプツィヒ・ゲヴァントハウス（2代目）

グロピウスは、ベルリンで生まれ、高等建築学校で学び、卒業後私建築家になった。カルル・フリードリッヒ・シンケル、カルル・ベティッハーなどに芸術的教育を受け、ギリシャ、イタリアの長く続いた旅行を通して、補習教育を受けた。
1856年に実業学校で教鞭をとり、後ベルリン科学院員も、ウィーン科学院員にも任命され、美術学校の校長の活動も行った。ベルリンで死去。

## 業績

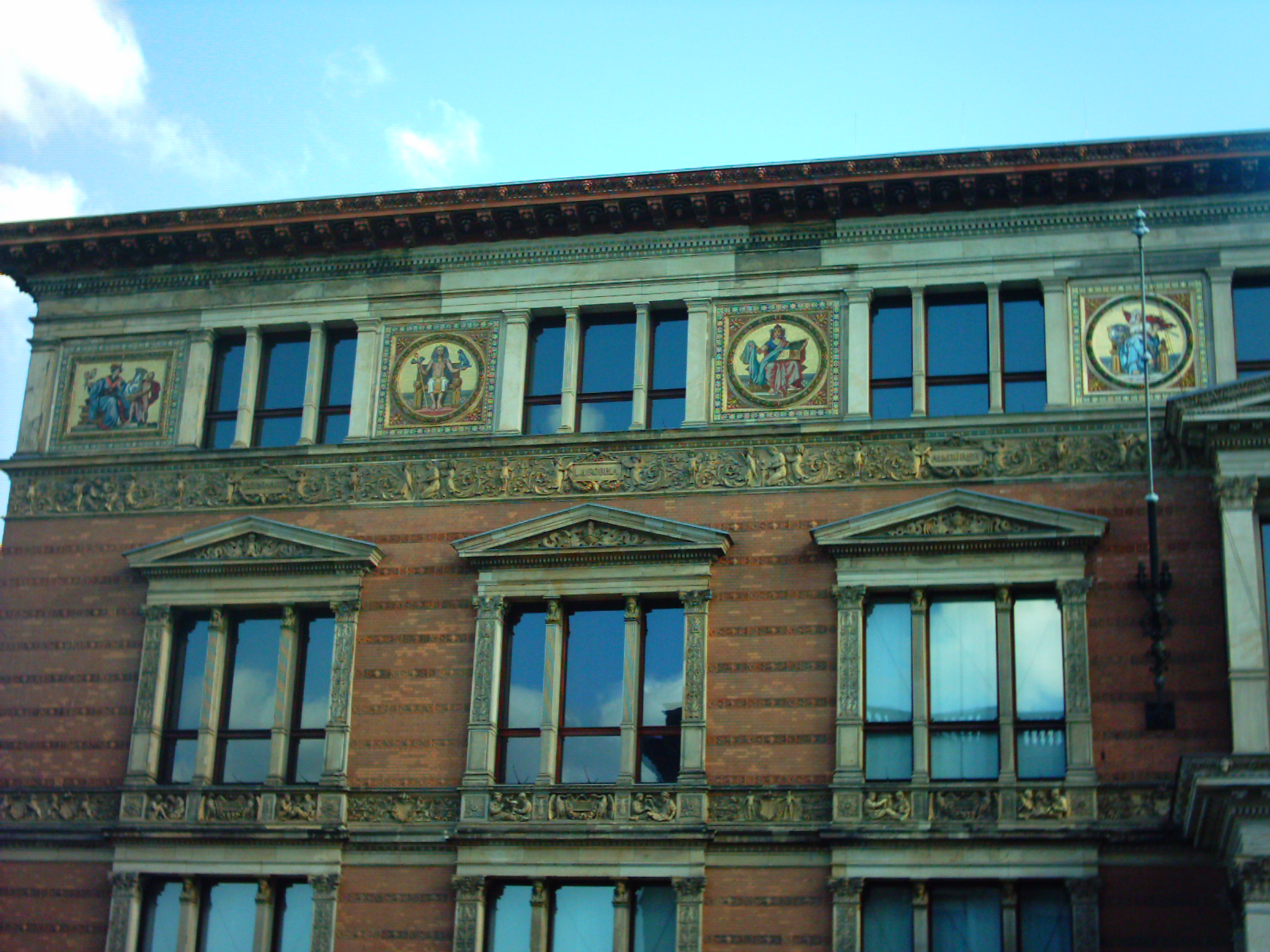
Giebelansicht Martin Gropius Bau im Jahre 2005

- Psychiatrische Anstalt (Irrenhaus) in Neustadt-Eberswalde
- Krankenhaus Berlin-Friedrichshain (1868年 - 1874年)
- Krankenhaus in Wiesbaden
- Universitätsgebäude in Kiel (1873年 - 1876年)
- Militärkrankenhaus in Berlin-Tempelhof (1875年 - 1877年)
- Kunstgewerbemuseum in Berlin (1877年 - 1881年) im Stil eines italienischen Renaissance-Palastes, heute als Martin-Gropius-Bau bekannt und für große Sonderausstellungen verschiedener Art genutzt
- Konzerthaus (Neues Gewandhaus) in Leipzig (1882年 - 1884年), nach Gropius' Tod durch Heino Schmieden ausgeführt - 2代目のゲヴァントハウス。第二次世界大戦で破壊され、現存しない。

グロピウスの設計にしたがって、旺盛のベルリン周辺の建物・ヴィラが建設された。例えば:
- die Heesesche Villa am Lützow-Ufer
- die Bleichrödersche Villa in Charlottenburg
- das Mendelssohn-Haus
- das Gruner-Haus
- das Lessing-Haus